# Roshon Fegan
Roshon Fegan né le 6 octobre 1991 est un acteur, danseur, chanteur, rappeur et musicien américain. Il est surtout connu pour le rôle de Sander Loyer dans le Disney Channel Original Movie Camp Rock et Camp Rock 2  et pour celui de Ty Blue dans la série Disney Channel Shake It Up!.

## Biographie
Roshon Fegan (son nom complet est Roshon Bernard Fegan) est né le 6 octobre 1991 à Los Angeles, en Californie. Ses parents sont Cion et Roy,,,,. Sa mère est Philippine et son père est un acteur de télévision afro-américain bien connu, Roy Fegan (en), qui a notamment joué dans The Shield, Mariés, deux enfants, Will et Grace, etc.,,,. Élevé à Los Angeles, Roshon Fegan a étudié à la BK Acting Studio et à la USC 32nd Street Performing Arts School, il est aussi allé à la Hollywood High School (en) avant de la quitter pour étudier à la maison afin de pouvoir poursuivre sa carrière d'acteur.

## Carrière
Fegan commence sa carrière d'acteur à 12 ans avec un petit rôle en 2004 dans le film Spider-Man 2, il apparaît ensuite en 2006 dans la série télé Monk,. En 2008, il joue dans la comédie Drillbit Taylor, garde du corps et dans le film Baby (en)qui a gagné[pas clair] au VC FilmFest Award. Pendant l'été de la même année, Fegan gagne en popularité, en jouant le rôle de Sander Loyer dans le téléfilm Disney Channel Camp Rock, qui a eu un énorme succès,. Il chante quelques chansons sur la bande originale Camp Rock dont Hasta La Vista, et la chanson bonus Camp Rock du DVD. Durant l'été 2010, Fegan a repris le rôle de Sander dans la suite du téléfilm, Camp Rock 2,,,. En février 2011, Fegan a participé à la chanson et au clip de Disney Channel Anything Is Possible.  Cette chanson est un hommage aux contributions et aux réalisations des Afro-Américains à travers l'histoire et a été jouée sur Disney Channel et sur Radio Disney tout au long du mois de février en l'honneur du mois de l'histoire des noirs. Fegan est une co-stars récurrentes de la série Disney Channel Shake It Up! dans le rôle de Ty Blue, le talentueux et populaire grand frère de Rocky Blue (Zendaya),. Il fait une apparition dans le clip de Sophia Grace avec sa reprise de Girls Just Gotta Have Fun sorti le 31 mai 2013.

## Vie personnelle
Fegan est un producteur de musique qui a créé sa propre musique. Il a une chaine YouTube, The Ro and Co Show, où il poste des vidéos qui fait avec son ami et acteur Cody Linley. On y trouve surtout des vidéos de leurs rap freestyle. Batteur depuis l'âge de 2 ans, Fegan a aussi appris le piano et la guitare, qu'il joue aussi bien qu'il chante et écrit ses propres chansons,.
Il a sorti plusieurs singles sur iTunes et il a fini son premier album qu'il a produit lui-même sous son propre label, 3inaRo Entertainment,,,. Le nom 3inaRo (prononcez "three-in-a-row") est une référence au fait d'être un artiste « triple menace » dans ses trois passions : la comédie, la danse et la musique.

## Filmographie

### Acteur

#### Cinéma
- 2004 : Spider-Man 2 : Amazed Kid
- 2007 : Baby (en) : Young Robbie
- 2008 : Drillbit Taylor, garde du corps : Random Kid
- 2016 : 1 Night : Henry
- 2018 : What Still Remains (en)

#### Courts-métrages
- 2008 : Jordan Francis: Start the Party

#### Télévision

##### Séries télévisées
- 2006 : Monk : Third Boy
- 2010-2013 : Shake It Up : Ty Blue
- 2011 : Tatami Academy : Smooth
- 2012 : Motorcity (en) : Dar Gordy
- 2014 : Parenthood : Chad Love
- 2014 : Section Genius : Hudson
- 2015 : Crazy Ex-Girlfriend : Nguyen
- 2017 : Greenleaf : Isaiah Hambrick

##### Téléfilms
- 2008 : Camp Rock : Sander
- 2010 : Camp Rock 2 : Le Face à face : Sander

### Parolier

#### Téléfilms
- 2008 : Camp Rock
- 2010 : Camp Rock 2 : Le Face à face

## Chanson
- 2011 : I AM
- 2011 : Love Your Love
- 2011 : Oh Oh Oh
- 2011 : Get It Poppin
- 2012 : After Party ft Caroline Sunshine (shake It Up I <3 DANCE)

## Album
- 2013 : Shake It Up: I Love Dance